# Петров, Владимир Владимирович (Герой Социалистического Труда)
Владимир Владимирович Петров (21 мая 1921 года, село Монастырское, Костромская губерния — ?) — слесарь Ленинградского производственного объединения «Красногвардеец» Министерства медицинской промышленности СССР. Герой Социалистического Труда (1971).
Родился в 1921 году в крестьянской семье в селе Монастырское. В 1931 году вместе с родителями переехал в Ленинград. С 1937 года обучался в школе фабрично-заводского обучения при заводе «Красноармеец». В 1940 году призван на срочную службу в Красную Армию. Участвовал в Великой Отечественной войне.
В 1946 году демобилизовался и возвратился в Ленинград, где продолжил трудиться на заводе «Красноармеец» (с 1962 года — Ленинградское объединение «Красноармеец»). Возглавлял бригаду слесарей-сборщиков сложных хирургических сшивающих инструментов. Бригаде Владимира Петрова одной из первой в объединении было присвоено звание «Коллектив коммунистического труда». Продукция, выпускаемая бригадой, неоднократно получала высокие оценки на Всесоюзной выставке ВДНХ и международных выставках.
В 1970 году досрочно выполнил личные социалистические обязательства и производственные задания Восьмой пятилетки (1965—1970). Указом Президиума Верховного Совета СССР от 20 июля 1971 года «за выдающиеся успехи, достигнутые в выполнении заданий пятилетнего плана по производству медицинской продукции» удостоен звания Героя Социалистического Труда с вручением ордена Ленина и золотой медали Серп и Молот..
Будучи на пенсии, продолжал трудиться на родном заводе. Проживал в Ленинграде.

## Награды
- Герой Социалистического Труда
- Орден Ленина
- Орден Отечественной войны 2 степени (11.03.1985)